# 中国経済連合会

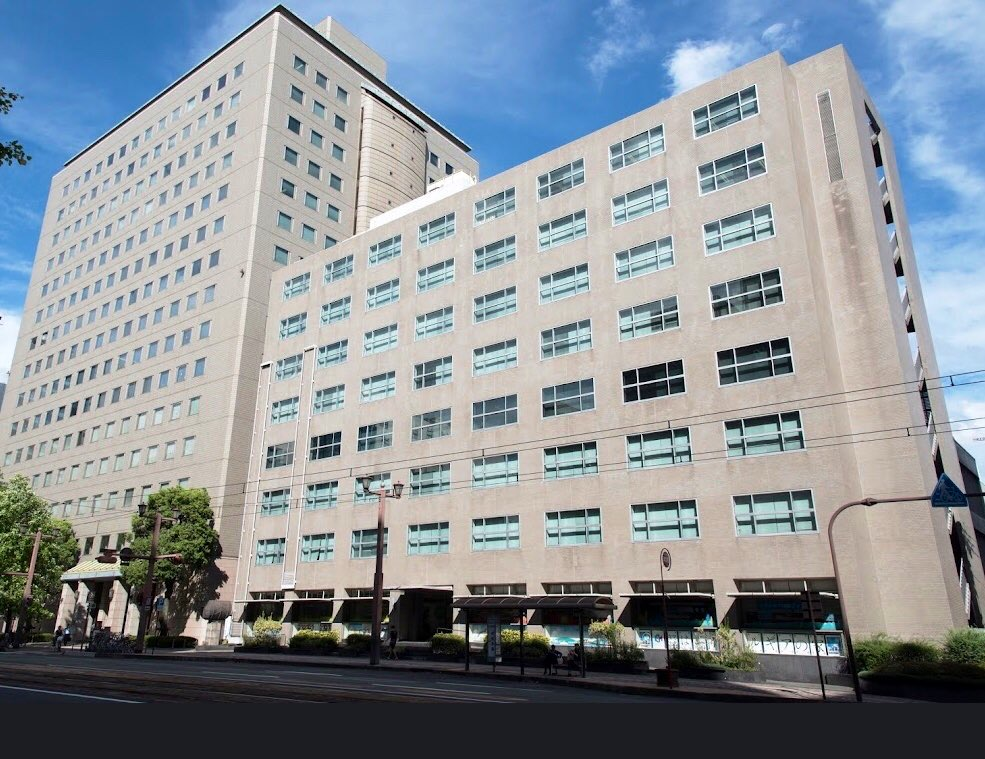
事務局が入居する中電ビル3号館

一般社団法人中国経済連合会（ちゅうごくけいざいれんごうかい）は、中国地方を中心に活動を展開する企業ならびに各種団体を会員とする総合経済団体。
略称は中国経連（ちゅうごくけいれん）。英語表記は　Chugoku Economic Federation　(Chugokukeiren)。

## 概要
中国経済連合会は、中国地方ならびに日本の当面する重要問題について調査研究をするとともに、中国地方経済界の公正な見解をとりまとめ、これらの実現を図り、経済の発展に寄与することを目的として活動を続けている。
現在はこの目的を達成するため、8の常設委員会を設置して具体的課題についての調査研究やその成果の公表を行うとともに、各種懇談会などにより内外情勢の把握、関係団体との意思疎通を図り、これらを通じてとりまとめた意見を政府、関係機関に提言・要望をしている。

## 所在地
広島県広島市中区小町4-33中電ビル3号館3階

## 歴史

### 沿革
昭和
- 1966年（昭和41年）10月31日 - 設立

平成
- 2017年（平成29年）7月1日 - 一般社団法人へ移行。

## 会長
会長には中国電力会長が就任している。清水希茂は中国電力会長を退いた後も続投し1966年発足以来初となった。

### 歴代会長
- 初代　櫻内乾雄
- 第2代 山根寛作
- 第3代 松谷健一郎
- 第4代 多田公煕
- 第5代 高須司登
- 第6代 福田督
- 第7代 山下隆
- 第8代 苅田知英（2016年 - 2022年6月）→退任し特別顧問に就任
- 第9代 清水希茂（2022年6月 - 2023年8月31日）[2]。清水希茂は2023年8月3日付けで中国電力相談役を辞任したことから、中国電力から中国経済連合会会長と理事の退任の申し出があった[3][4][5]。中国電力は清水に代わる新たな理事を出す[6]。
- 第10代 芦谷茂（2023年8月31日[7][8][9] - ）